# Borysiwka (obwód charkowski)
Borysiwka (ukr. Борисівка) – wieś na Ukrainie, w obwodzie charkowskim, w rejonie charkowskim, w hromadzie Łypci. W 2001 liczyła 533 mieszkańców.Od 11 maja 2024 pod okupacją rosyjską.https://liveuamap.com/en/2024/11-may-russian-ministry-of-defense-claims-control-over-borysivka